# Einkommende Zeitungen
Die „Einkommende Zeitungen” – pierwsza gazeta codzienna (dziennik) na świecie, ukazująca się w latach 1650–1921.
Die „Einkommenden Zeitungen” zostały wydane po raz pierwszy 1 lipca 1650 w Lipsku  jako następczyni „Wöchentliche Zeitung”.
Lipski drukarz i księgarz Timotheus Ritzsch (1614–1678) drukował i rozprowadzał od 1643 w Lipsku „Wöchentliche Zeitung” (Cotygodniowe Wiadomości), które pojawiały się 4 razy w tygodniu. Od 1650 Ritzsch  zaczął wydawać je 6 razy w tygodniu i nazwał „Einkommende Zeitungen”, czyli (nadchodzące wiadomości) ponieważ „Zeitungen” (dziś niem. gazety) oznaczało wówczas tyle co Nachrichten (wiadomości).
Strony miały format 13,5 x 17 cm. Ówczesne wydanie miało cztery strony i liczyło nie więcej niż 200 egz.
Od 1734 gazeta ukazywała się jako „Leipziger Zeitungen”, od 1810 jako „Leipziger Zeitung” z podtytułem Hervorgegangen aus den Leipziger Post-Zeitungen. W 1921 gazetę zlikwidowano.

## Literatura
- Karl Schottenloher: Flugblatt und Zeitung. Ein Wegweiser durch das gedruckte Tagesschrifttum, Band 1: Von den Anfängen bis 1848, Berlin, Schmidt 1922. Neu herausgegeben, eingeleitet und ergänzt von J. Binkowski, München, Klinkhardt und Biermann 1985, ISBN 3-7814-0228-2
- Arnulf Kutsch, Johannes Weber: 350 Jahre Tageszeitung, Forschungen und Dokumente, Bremen 2002. Paperback, 220 Seiten.  ISBN 3-934686-06-0